# Лоуренс Мгланга
Лоуренс Мгланга (англ. Lawrence Mhlanga, нар. 20 липня 1993) — зімбабвійський футболіст, захисник клубу «Чіккен Інн».
Виступав, зокрема, за клуб «Банту Роверс», а також національну збірну Зімбабве.

## Клубна кар'єра
У дорослому футболі дебютував 2013 року виступами за команду клубу «Банту Роверс», в якій провів половину сезоніу, допоки не перейшов до клубу «Мономотапа Юнайтед». До складу клубу «Чіккен Інн» приєднався 2014 року, а в 2017 році, напередодні початку Кубку африканських націй 2017 року, відхилив пропозицію переходу до замбійського клубу «Пауер Дайнамос».

## Виступи за збірну
2014 року дебютував в офіційних матчах у складі національної збірної Зімбабве. Наразі провів у формі головної команди країни 9 матчів, забивши 2 голи.
У складі збірної був учасником Кубка африканських націй 2017 року у Габоні.